# TTC Olympia Koblenz
Der TTC Olympia Koblenz e.V. 1953 ist ein Tischtennisverein aus Koblenz. Die Damenmannschaft gehörte zu den Gründungsmitgliedern der Tischtennis-Bundesliga.
Gegründet wurde der Verein 1953, langjähriger Leiter war Lothar Reinmann. Am erfolgreichsten war die Damenmannschaft. Mit dem zweiten Platz in der Oberliga Südwest, errungen in der Besetzung Irmtrud Schupp, Margret Mees, Hannelore Dillenberger, Doris Schmidt und Inge Strehlow, gelangte die Mannschaft 1972/73 in die neu geschaffene Tischtennisbundesliga. 1974 wurde sie deutscher Vizemeister. Bis 1976 spielte sie in der Bundesliga, danach musste sie gemeinsam mit dem Oberalster VfW absteigen und mehrere Leistungsträgerinnen verließen den Verein. 1978 gewann der Verein noch einmal zur Meisterschaft in der Oberliga Südwest, in der anschließenden Bundesliga-Aufstiegsrunde scheiterten die Koblenzerinnen jedoch.
Heute (Oktober 2019) hat der Verein 5 gemeldete Herrenmannschaften, eine Jugendmannschaft sowie ein Team in der höchsten Freizeitklasse im alternativen Spielbetrieb des TTVR.
- 1. Mannschaft: 1. Bezirksliga Nord
- 2. Mannschaft: 2. Bezirksliga Koblenz/Neuwied
- 3. Mannschaft: Kreisliga Staffel B in der Region Koblenz/Neuwied
- 4. Mannschaft: 1. Kreisklasse Staffel C in der Region Koblenz/Neuwied
- 5. Mannschaft: 2. Kreisklasse Staffel B in der Region Koblenz/Neuwied
- Jugend 18: Jugend Kreisliga Herbstrunde
- Freizeit: FB Liga Staffel KO/NR/WW